# فوله‌خا
فولیگا (به هلندی: Follega) یک منطقهٔ مسکونی در هلند است که در لمسترلند واقع شده‌است. فولیگا ۱۵۵ نفر جمعیت دارد.